# Chondrodesmus cerasinopes
Chondrodesmus cerasinopes är en mångfotingart som beskrevs av Chamberlin 1923. Chondrodesmus cerasinopes ingår i släktet Chondrodesmus och familjen Chelodesmidae. Inga underarter finns listade i Catalogue of Life.